# Station Westhoughton
Westhoughton is een spoorwegstation van National Rail in Westhoughton, Bolton in Engeland. Het station is eigendom van Network Rail en wordt beheerd door Northern Rail. 